# Kenwa Mabuni
Mabuni Kenwa (摩文仁 賢和 Mabuni Kenwa?),  född 1889 i Shuri på Okinawa, död 1952, var en av de första att lära ut karate på japanska fastlandet och anses som grundare av karatestilen Shitō-ryū.

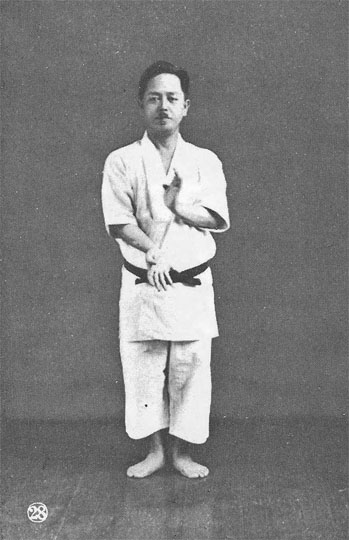
Mabuni Kenwa, 1938

Likt de flesta av de gamla karatemästarna, härstammade Mabuni från Okinawas bushi (krigarklass) och dess aristokrati. Medlemmar från hans familj tjänade Okinawas herrar under hundratals år. 

## Lärotid
Mabuni började sin karateträning vid 13 års ålder under Itosu Ankō  (1830-1915), mannen som organiserade den tidiga karaten i Okinawas skolsystem. Itosu var elev till en av Okinawas mest kända karatemästare, Matsumura Sōkon (1792-1887), förfadern till Shōrin-ryū. Itosu blev mycket fäst vid sin unge elev och Mabuni lärde sig 23 kata av honom, innan den gamle mannen dog. Mabuni tog Itosus död så hårt att han av respekt till honom byggde ett altare framför hans grav och stannade i närheten under ett år, där han tränade sina katas varje dag. Innan Itosu dog, gav han Mabuni titeln som efterträdare till sin stil.
Itosu var dock inte Mabunis enda lärare. När han fortfarande var tonåring, blev Mabuni av sin vän, Miyagi Chōjun (grundaren av Gōjū-ryū) presenterad för Higashionna Kanryō (1853 – 1915). Av Higa(shi)onna lärde Mabuni Naha-te, en Kina-influerad stil. Mabuni tränade också under Arakaki-kamadeunchu (1840-1918), som lärde ut en stil liknande Higaonnas. Arakaki undervisade också Tsuyoshi Chitose, grundare av Chito-Ryū, Gichin Funakoshi från Shotokan och Kanken Tōyama från Shudōkan. Arakaki som var en erkänd Boexpert, lärde Mabuni katorna unshu, sochin, niseishi, arakaki-sai och arakaki-bō. Det är troligt att unshu, sochin och niseishi spreds till andra stilar via Mabuni. Under 1920-talet deltog Mabuni i en karateklubb som drevs av Miyagi och Motobu Chōyū, med hjälp av Chōmo Hanshirō och Jahatsu Kiyoda. Motobu Chōyū var mästare inom Shuri-te och gotende, den hemliga greppkonsten från Okinawas kungliga palats. Chōmo Hanshirō var också en Shuri-te expert, medan Kiyoda kom från samma Naha-te bakgrund som Miyagi. Känd som Ryūkyū Tode Kenkyū-kai (Okinawas forskningsklubb i Karate), denna dōjō (träningssal) var en av karatehistoriens viktiga platser. Experter från olika bakgrunder tränade och instruerade där, och det var här Mabuni lärde sig Fukien White Crane Kung-fu från den legendariske Gokenki, en kinesisk tehandlare som bodde på Okinawa.

## Japan
Mabuni hade nu blivit en respekterad polis på Okinawa och gjorde flera resor till Japan efter att Funakoshi hade introducerad karate där 1922. Mabuni tillbringade flera av dessa tidigare år av resor med Koyu Konishi, en vän och även student som senare grundade Shindō-jinen-ryū karate. 1925 besökte Mabuni och Konishi Wakayama distriktet i Japan, där Uechi Kanbun, grundaren av Uechi-ryū undervisade. Efter att ha tränat med Uechi utvecklade Mabuni en kata han kallade shinpa. Men Mabuni tillbringade sin mesta tid i Osaka, där han undervisade i olika dōjō, bland andra Seishinkai, Kokuba Koseis skola.
Motobu Chōki undervisade också i Kokubas dōjō. Det var Kokuba som senare bildade Motobu-ha 本部派 (Motobus gren av) Shitō-ryū. 1929 flyttade Mabuni till Osaka. Strax därefter beslutade Butōkukai att alla karateskolor skulle registreras med ett stilnamn. Till att börja med kallade Mabuni sin stil Hanko-ryu (halvhård - stil), men under det tidiga 1930-talet blev Shitō-ryū det officiella namnet. Det kom från ett alternativt sätt att läsa de första tecken i namnet på Mabunis två främsta lärare, Itosu och Higashionna. Alla tyckte inte om att separera Okinawas karate i fraktioner genom att använda stilnamn. Shudōkans grundare Toyama frågade vid ett tillfälle Mabuni och andra lärare om deras, vad han kallade det "lustiga namn”. Mabuni svarade med att ge sin stil ett namn som inte bara tillfredsställde Butokukai 1939, utan också gav människor något att identifiera sig med och känna sig som en del av.

## Mabunis elever
Bland Mabunis tidigaste elever fanns Kanei Uechi (inte att förväxla med sonen med samma namn), som också undervisade i Osaka 1935. 1950 återvände Uechi till Okinawa och grundade Shito-ryū Kempo Karate-do Kai. På Okinawa anses Uechi vara den sanna efterträdaren till Mabuni, men internationellt är det Mabunis äldste son Kenei, som är erkänd som överhuvud för Shitō-ryu och driver organisatioenen Shitō-kai. Mabuni Kenei och hans yngre bror Kenzō har även överinseende av karate på ett flertal universitetet, en uppgift de ärvde från sin far.
Andra tidiga elever till Mabuni har egna organisationer. Sagakama Ryusho, en träningskamrat till Mabuni Kenei, grundade Itosu-kai strax efter Mabunis död. Sagakama blev utsedd av Mabuni att föra hans arv från Itosu vidare. Sagakamas son, Sadaaki, är nu överhuvud för Itosu-kai från sitt hem i Yokohama. 
1948, grundade Tani Chōjirō stilorganisationen Shūkōkai, där han lärde ut Tani-ha Shitō-ryu efter att ha erhållit ett efterträdardokument av Mabuni, som gav honom rätten att lära ut sin variant av Shitō-ryū. Shūkōkai är dock inte längre en stil utan har blivit en parplyorganisation för att samla Shitō-ryū grupper under en hatt, så att de inte ska försvinna  i mängdenav  större organisationer. Stilöverhuvud i Europa hade Yasuhiro Suzuki utsetts till och han etablerade sig i Paris 1969. Där fanns redan Tamas Weber, som samma år tog med sig stilen till Stockholm och etablerade sig där med sin variant av Shūkōkai, som skulle utvecklas till Sanshin-kan och Motobu-ha. I Paris bildade Suzuki 1974 en europeisk gren av Shūkōkai, som han dock 1982 hade förädlat och döpt om till Kōfukan. Kōfukan har sedan dess spritts över jorden och är nu en världsomspännande organisation. Huvudinstruktörer för Kōfukan är Shihan Tomiyama och Omi, båda 8:e Dan och liksom Suzuki elever till Tani.
Sedan 1970 har flera andra Shitō-ryū fraktioner bildats. En av dessa är Hayashi-ha Shitō-ryū som bildats av Hayashi Teruo. Hayashi var en elev till Kosei Kokuba och tränade också direkt under Mabuni. Hayashi blev president för Seishinkai efter Kokubas död. För en tid ledde han denna organisation tillsammans med Motobu-ryūs överhuvud Shōgō Kuniba, som i sin tur modifierade denna till Kuniba-kai. Tillsammans integrerade de katan Tomari-bassai i sitt system. En yngre medlem av Motobu-ha gruppen, Chuzo Kotaka, bildade Kotaka-ha Shitō-ryū på Hawaii. Han gjorde om alla kata och lade till många nya, som han lärde ut till sina amerikanska elever. I Europa bröt sig en Tani-ha Shitō-ryū elevt vid namn Yoshinao Nambu ut och bildade först Sankūkai och senare Nambudō.
I USA är den mest berömda Shitō-ryū utövaren Fumio Demura, som har lärt ut Itosu-kai Shitō-ryū i Kalifornien sedan 1965.